# Hijos de Ivaldi

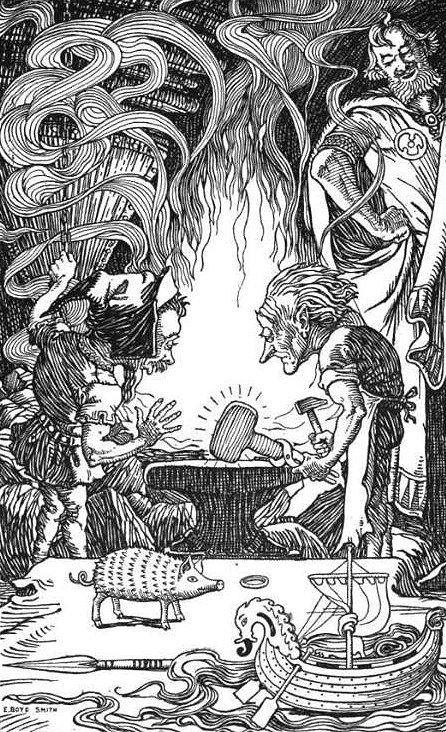
"El tercer regalo: un enorme martillo", de Elmer Boyd Smith. Los hijos enanos de Hijos de Ivaldi forjan el martillo Mjolnir para el dios Thor mientras Loki observa. En la mesa ante ellos se sientan sus otras creaciones: el anillo multiplicador Draupnir, el jabalí Gullinbursti, el barco Skíðblaðnir, la lanza Gungnir, y el cabello dorado para la diosa Sif.

En la mitología escandinava, los hijos de Ivaldi eran un grupo de enanos (aunque también eran en parte gigantes por su padre) que crearon el barco Skidbladnir, la lanza 
Gungnir y los cabellos dorados de Sif para reemplazar los que Loki había cortado en una de sus travesuras.
De acuerdo a Skáldskaparmál, luego que estos objetos fueron creados, Loki hizo una apuesta con otro enano, Brokkr, de que su hermano Eitri (o Sindri) no sería capaz de crear objetos comparables a los creados por los hijos de Ivaldi. Esta competencia resultó en la creación del jabalí de Frey (Gullinbursti), del anillo de Odín (Draupnir) y el martillo de Thor (Mjolnir), que fueron juzgados por los dioses y determinaron que eran más maravillosos que los otros. De esta manera se determinó que Brokkr había ganado la apuesta.
El relato de esta historia está en Skáldskaparmál y no revela cuáles son los nombres de los hijos de Ivaldi, ni siquiera cuántos son, y no figuran en ningún otro lado, aparte de la estrofa que los menciona. Se les menciona en Grímnismál como los creadores de Skidbladnir, "el mejor de los barcos", y no se arroja más luz sobre ellos.